# Raymond IV des Baux
Pour les articles homonymes, voir Raymond IV.
Raymond IV des Baux (mort en 1372), 5e comte d'Avellin après son frère Robert, 13e seigneur des Baux, fils de Hugues IV, était un seigneur provençal.

## Mariage et descendance
Il épouse Jeanne de Beaufort (morte en 1404), 3e fille de Guillaume Roger III, comte de Beaufort, vicomte de Turenne, et d'Eléonore de Comminges. De cette union, il eut les enfants suivants :
- Jean des Baux, 13e seigneur des Baux, 6e comte d'Avellin, mort sans postérité
- Alix des Baux (mort en 1372)
- Bourgette des Baux, fille naturelle, citée dans le testament de Raymond IV le 21 juillet 1367